# Regeringen Medvedev
Regeringen Medvedev var Rysslands regering ledd av Dmitrij Medvedev i perioderna 7 maj 2012 – maj 2018 respektive maj 2018 – januari 2020.
I regeringen Medvedev I ingick:
| Titel                                                                           | Namn                 | Utsedd |
| ------------------------------------------------------------------------------- | -------------------- | ------ |
| Premiärminister                                                                 | Dmitrij Medvedev     | 2012   |
| Förste vice premiärminister                                                     | Igor Sjuvalov        | 2008   |
| Vice premiärminister och administrationschef                                    | Sergej Prikhodko     | 2013   |
| Vice premiärminister och presidentkandidat i federala distriktet norra Kaukasus | Alexander Chloponin  | 2010   |
| Vice premiärminister                                                            | Arkadij Dvorkovitj   | 2012   |
| Vice premiärminister för sociala frågor                                         | Olga Golodets        | 2012   |
| Vice premiärminister                                                            | Dmitrij Kozak        | 2008   |
| Vice premiärminister                                                            | Dmitrij Rogozin      | 2011   |
| Utrikesminister                                                                 | Sergej Lavrov        | 2004   |
| Inrikesminister                                                                 | Vladimir Kolokoltsev | 2012   |
| Finansminister                                                                  | Anton Siluanov       | 2011   |
| Försvarsminister                                                                | Sergej Sjojgu        | 2012   |
| Minister för nödsituationer                                                     | Vladimir Putjkov     | 2012   |
| Justitieminister                                                                | Alexander Konovalov  | 2008   |
| Industriminister                                                                | Denis Manturov       | 2012   |
| Minister för ekonomisk utveckling                                               | Andrej Beluslov      | 2012   |
| Minister för regional utveckling                                                | Oleg Govorun         | 2012   |
| Hälsovårdsminister                                                              | Veronika Skvortsova  | 2012   |
| Handels- & utvecklingsminister                                                  | Maxim Topolin        | 2012   |
| Minister för utbildning och vetenskap                                           | Dmitrij Livanov      | 2012   |
| Transportminister                                                               | Maxim Sokolov        | 2012   |
| Minister för naturresurser och miljöskydd                                       | Sergej Donskoj       | 2012   |
| Energiminister                                                                  | Alexander Novak      | 2012   |
| Kulturminister                                                                  | Vladimir Medinski    | 2012   |
| Idrott-, turism- & ungdomsminister                                              | Vitali Mutko         | 2008   |
| Kommunikations- & medieminister                                                 | Nikolaj Nikiforov    | 2012   |
| Jordbruksminister                                                               | Nikolaj Fjordorov    | 2012   |
| Minister för ryska Fjärran östern                                               | Viktor Itjajev       | 2012   |
| Minister för Öppen regering                                                     | Michael Abizov       | 2012   |